# Narón

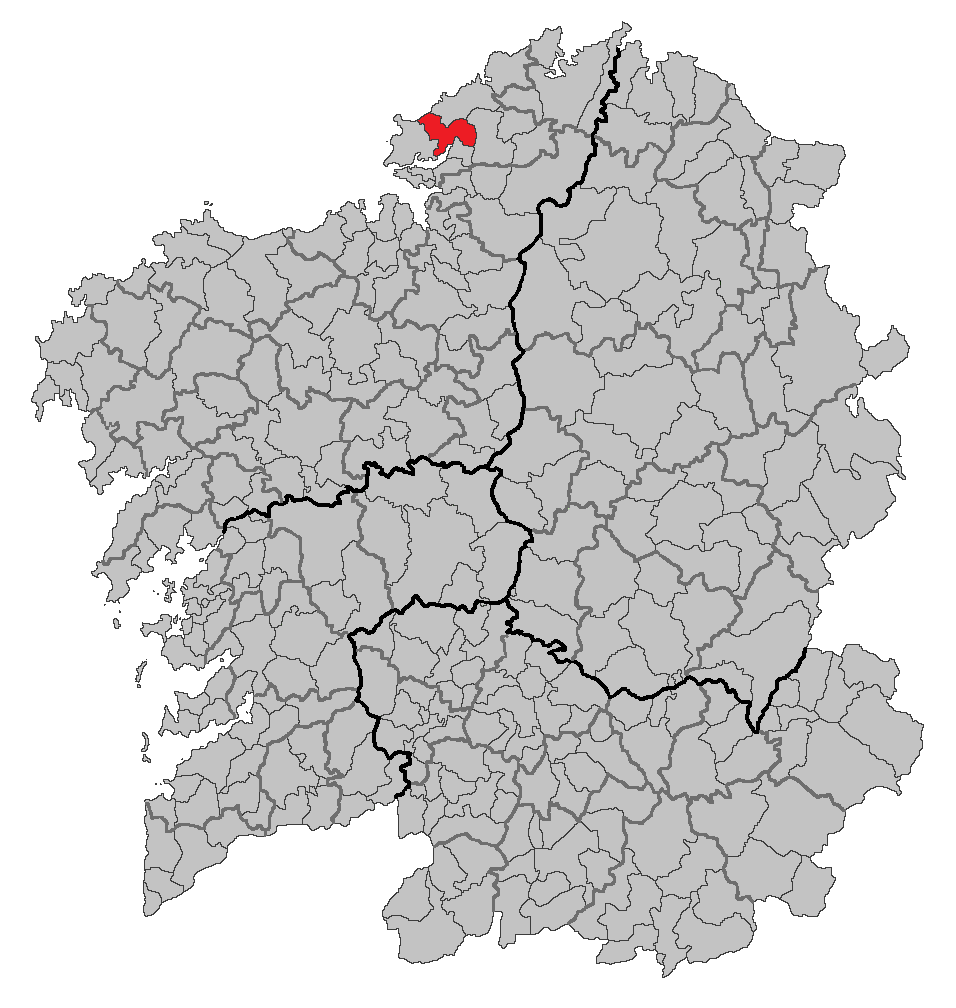
Localisation de Narón en Galice

Narón est une commune de la province de La Corogne en Galice (Espagne). Cette commune située sur la ría de Ferrol, appartient à la comarque de Ferrolterra et comprend plusieurs villes : Narón, Xubia, Freixeiro, Piñeiros, Santa Icia, O Ponto, San Xiao, A Gandara. La population recensée en 2012 est de 39 238 habitants.

## Galerie d'images

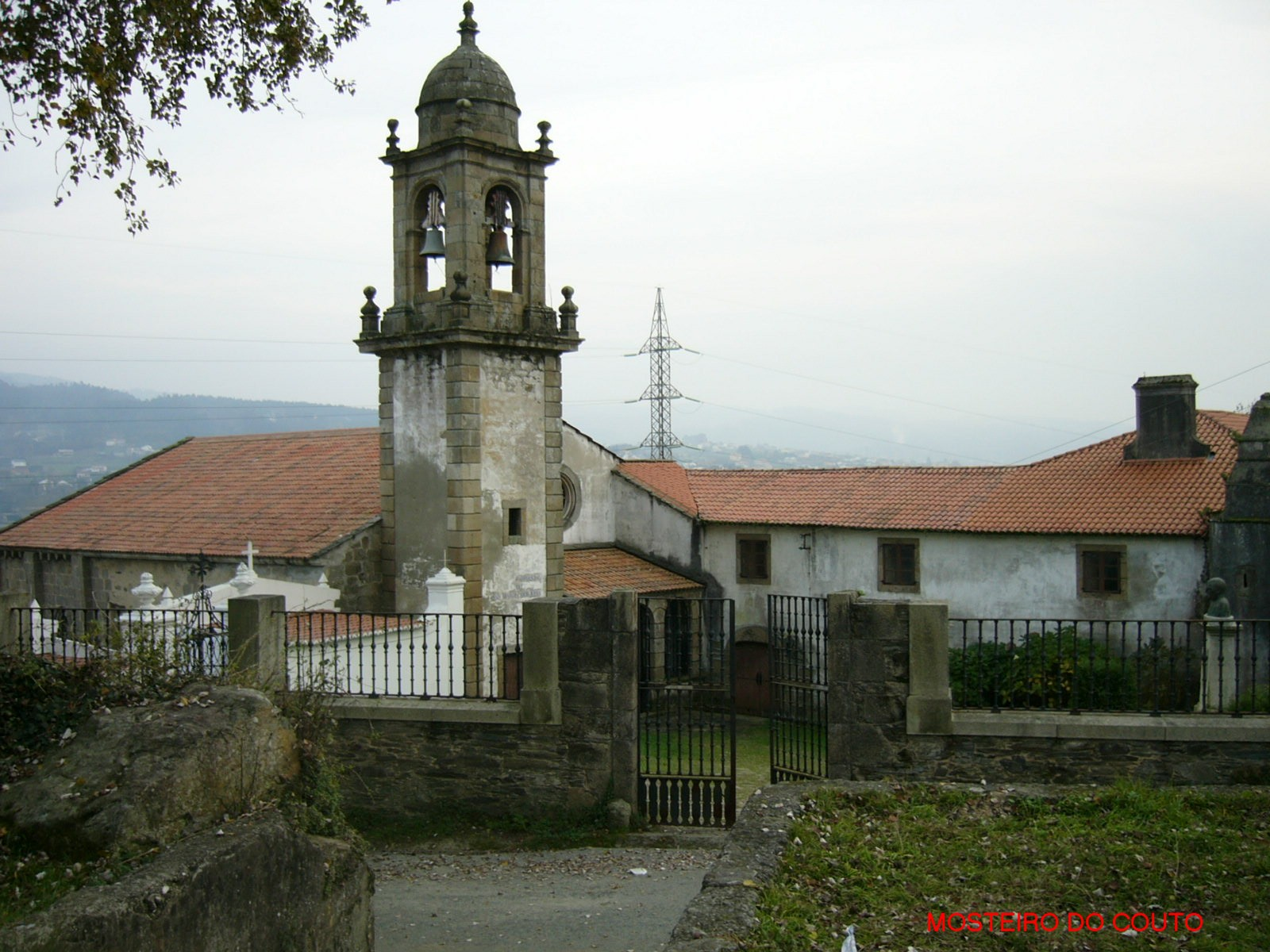
Monastère de San Martiño de Xuvia.
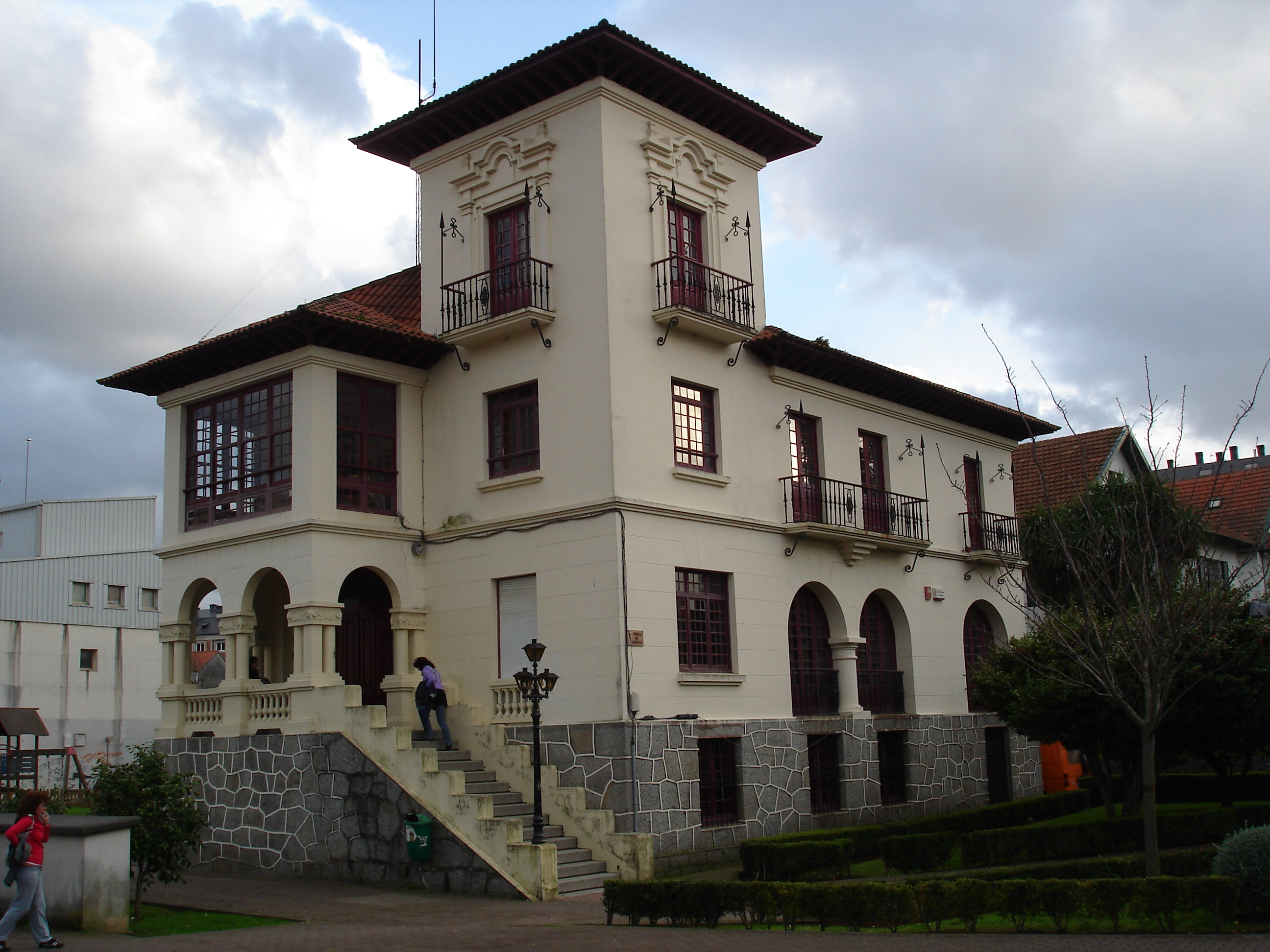
Maison de la Culture.
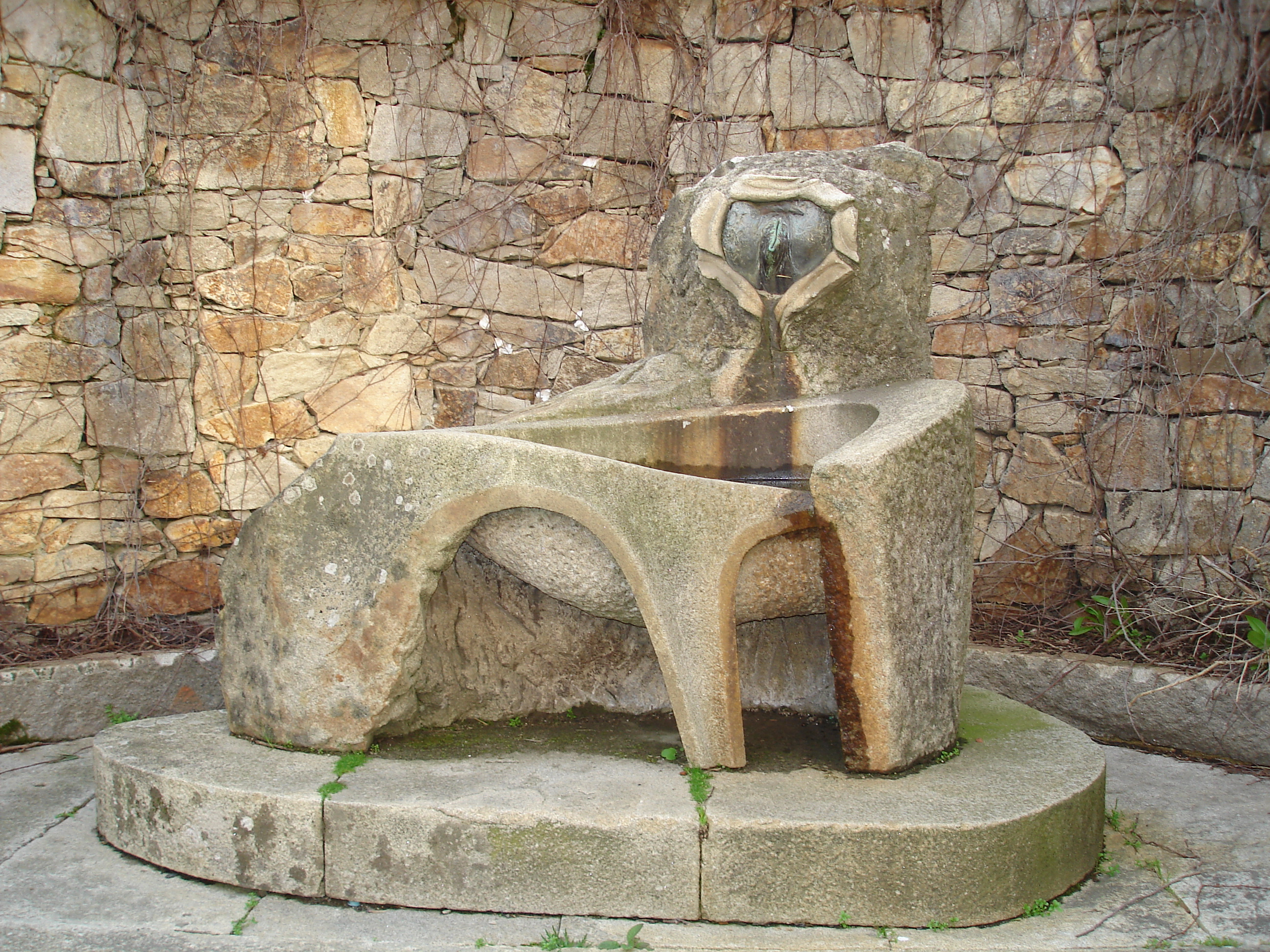
Fontaine, pierre et cuivre, sur la place A Solaina.
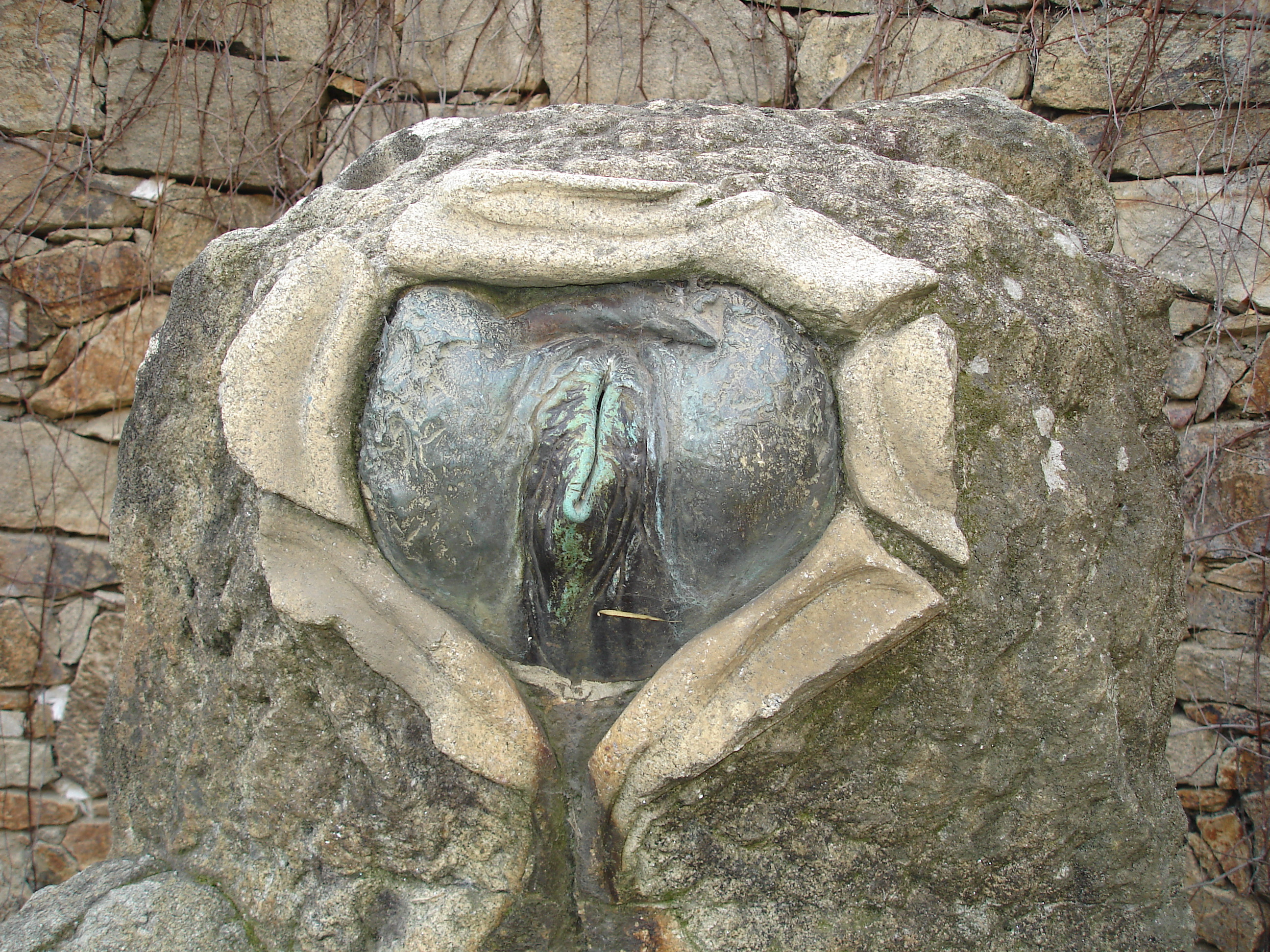
Détail de la fontaine en cuivre.
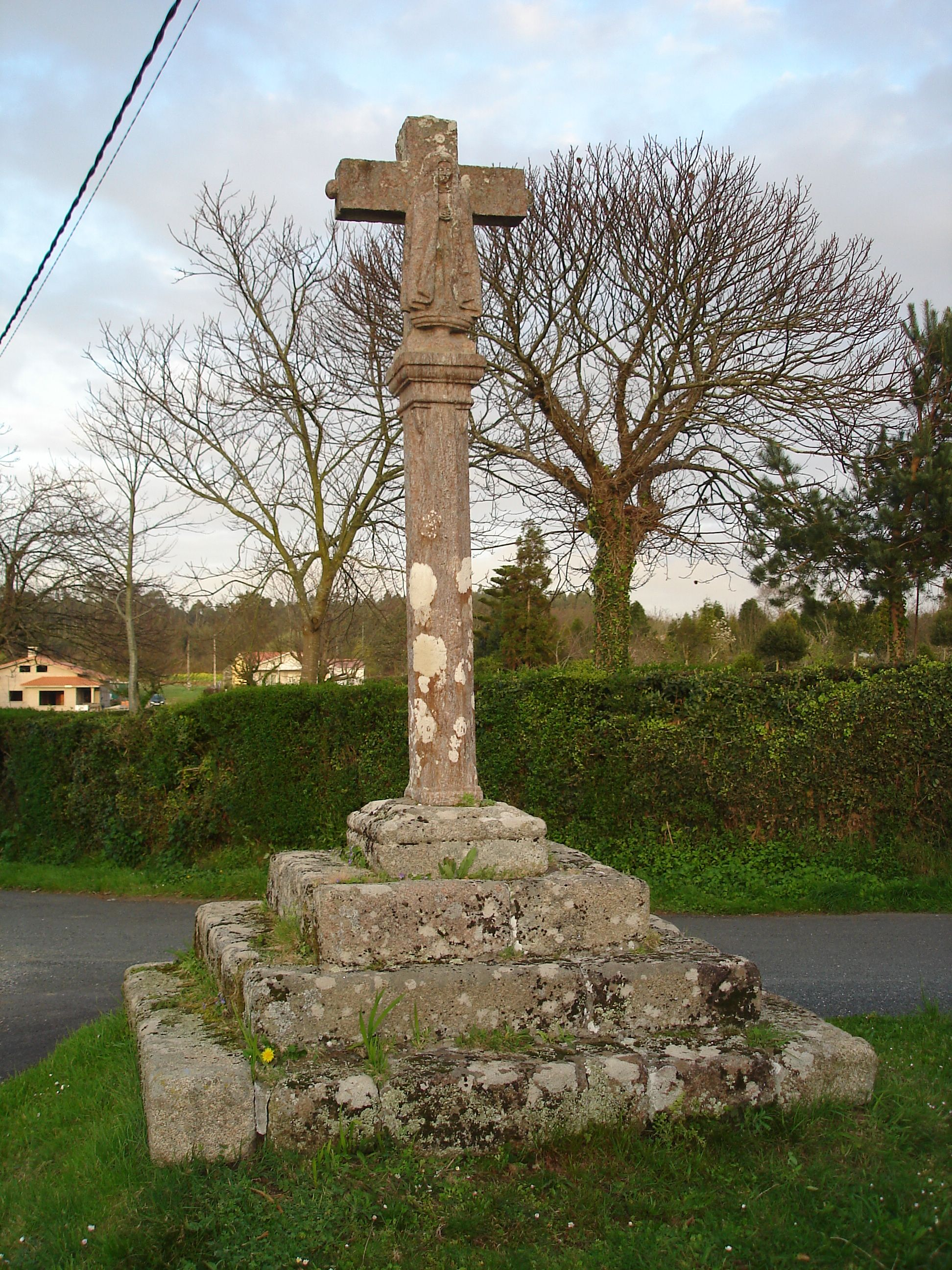
Croix monumentale.
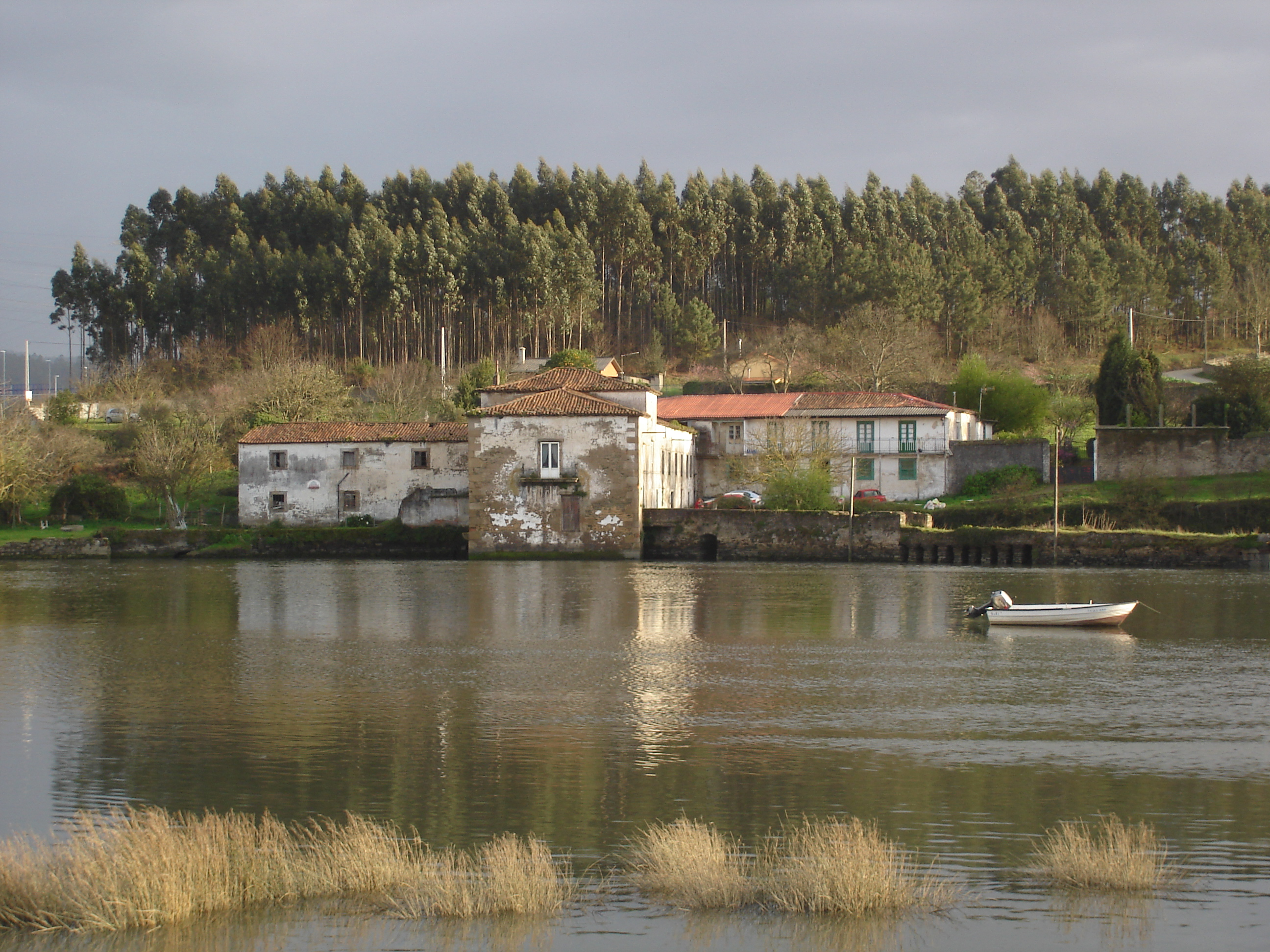
Moulin qui fonctionne avec les marées.
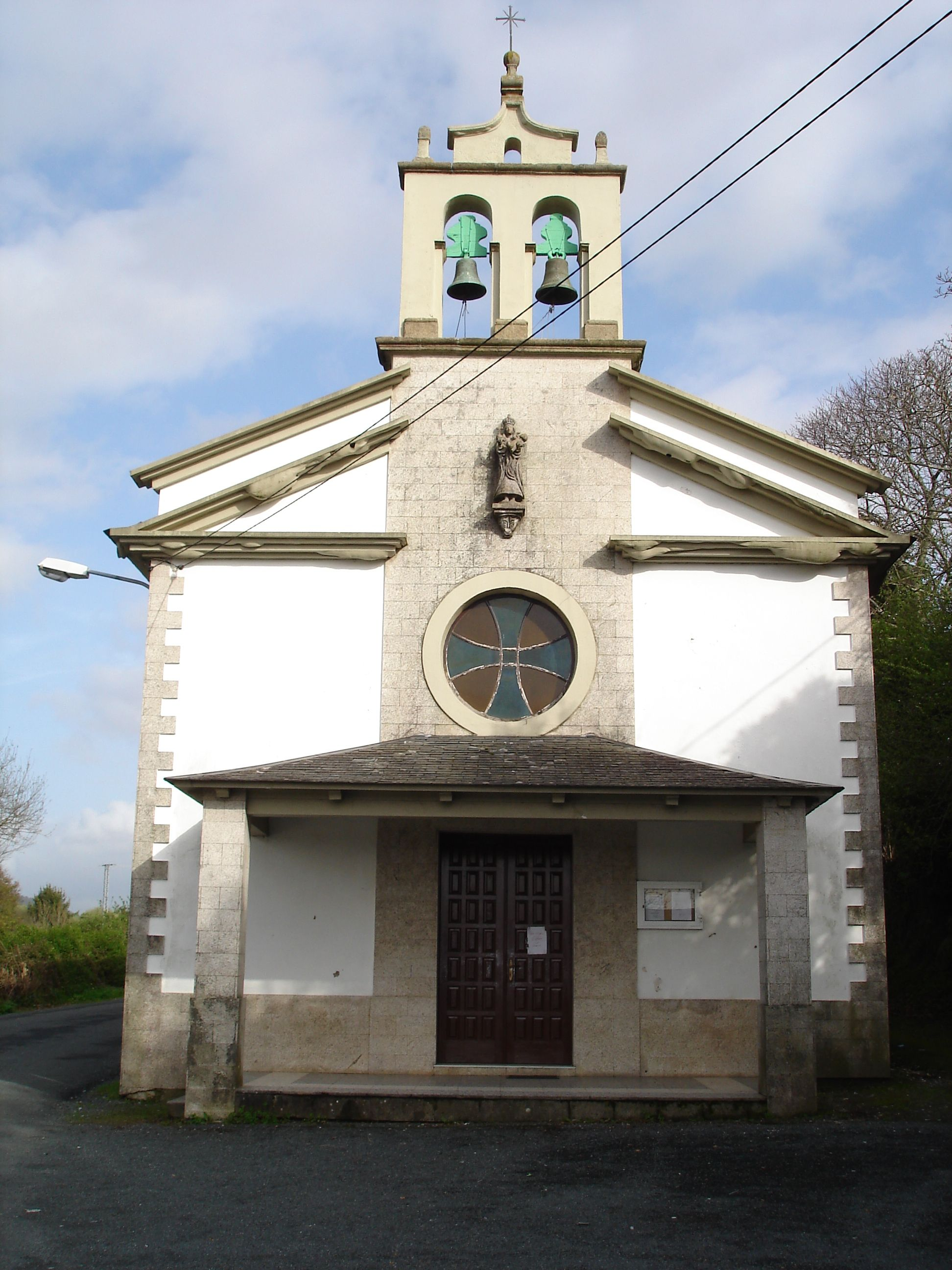
Chapelle.